# Gino Paoli
Gino Paoli (Monfalcone, 23 de setembro de 1934) é um cantor e compositor italiano, um dos mais importantes representantes da musica leggera dos anos sessenta e setenta.
Foi filiado no Partido Comunista Italiano, deputado na X Legislatura pela circunscrição de Nápoles.

## Discografia

### Álbum
- 1960 - Gino Paoli
- 1962 - Le cose dell'amore
- 1964 - Basta chiudere gli occhi
- 1965 - Gino Paoli allo Studio A
- 1966 - Le canzoni per "Emmetì"
- 1967 - Gino Paoli and The Casuals]]
- 1971 - Le due facce dell'amore
- 1971 - Rileggendo vecchie lettere d'amore
- 1972 - Amare per vivere
- 1974 - I semafori rossi non sono Dio
- 1975 - Ciao, salutime un po' Zena
- 1976 - Le canzoni di Gino Paoli (coletânea)
- 1977 - Il mio mestiere
- 1978 - La ragazza senza nome
- 1979 - Il gioco della vita
- 1980 - Ha tutte le carte in regola
- 1984 - Averti addosso
- 1984 - La luna e il Sig. Hyde
- 1985 - Insieme (ao vivo com Ornella Vanoni)
- 1986 - Cosa farò da grande
- 1988 - Sempre (coletânea)
- 1988 - L'ufficio delle cose perdute
- 1989 - Gino Paoli '89 dal vivo
- 1991 - Matto come un gatto
- 1992 - Senza contorno solo... per un'ora
- 1994 - King Kong
- 1995 - Amori dispari
- 1996 - Appropriazione indebita
- 1998 - Pomodori
- 2000 - Per una storia
- 2002 - Se
- 2004 - Una lunga storia (coletânea)
- 2004 - Ti ricordi? no non mi ricordo(com Ornella Vanoni)
- 2005 - Vanoni Paoli Live (ao vivo com Ornella Vanoni)
- 2007 - Milestones - Un incontro in jazz